# Сума (приток Чулыма)
Сума — река в Новосибирской области России. Впадает в Чулым слева на расстоянии 222 км от устья. Протяжённость реки — 111 км, водосборная площадь — 3650 км². Истоки на протяжении 30 км канализированы.

## Притоки
- 48 км: Малая Сума (пр)
- Чикман (лв)

## Данные водного реестра
По данным государственного водного реестра России река относится к Верхнеобскому бассейновому округу, речной бассейн реки — Бессточная область междуречья Оби и Иртыша, речной подбассейн реки — отсутствует. Водохозяйственный участок — Бассейн озера Чаны и водные объекты до границы с бассейном Иртыша,
Код водного объекта — 13020000512115200052927.